# Биоска
Биоска је насеље у у граду Ужице, у Златиборском округу, Србији. Према попису из 2022. било је 262 становника.
Овде се налази Црква Светих апостола Петра и Павла у Биосци.
У Биоски су рођени:
- Милован Ђорић, бивши југословенски фудбалер и тренер
- Ленка Рабасовић, српска хероина, комита и учесник Првог светског рата
- Даница Милосављевић (1925—2018), учесница Народноослободилачке борбе и народни херој Југославије

## Демографија
У насељу Биоска живи 507 пунолетних становника, а просечна старост становништва износи 51,3 година (48,8 код мушкараца и 54,0 код жена). У насељу има 229 домаћинстава, а просечан број чланова по домаћинству је 2,42.
Ово насеље је великим делом насељено Србима (према попису из 2002. године), а у последња три пописа, примећен је пад у броју становника.
|  |

| Демографија | Демографија | Демографија |
| Година      | Становника  | Становника  |
| ----------- | ----------- | ----------- |
| 1948.       | 1.326       |             |
| 1953.       | 1.402       |             |
| 1961.       | 1.367       |             |
| 1971.       | 1.191       |             |
| 1981.       | 915         |             |
| 1991.       | 697         | 692         |
| 2002.       | 554         | 555         |

| Етнички састав према попису из 2002.‍ | Етнички састав према попису из 2002.‍ | Етнички састав према попису из 2002.‍ | Етнички састав према попису из 2002.‍ | Етнички састав према попису из 2002.‍ |
| ------------------------------------ | ------------------------------------ | ------------------------------------ | ------------------------------------ | ------------------------------------ |
|                                      |                                      |                                      |                                      |                                      |
| Срби                                 | Срби                                 |                                      | 553                                  | 99,81%                               |
| непознато                            | непознато                            |                                      | 0                                    | 0,0%                                 |

| Година пописа     | 1948. | 1953. | 1961. | 1971. | 1981. | 1991. | 2002. |
| ----------------- | ----- | ----- | ----- | ----- | ----- | ----- | ----- |
| Број домаћинстава | 239   | 252   | 284   | 282   | 253   | 240   | 229   |

| Број чланова      | 1  | 2  | 3  | 4  | 5  | 6 | 7 | 8 | 9 | 10 и више | Просек |
| ----------------- | -- | -- | -- | -- | -- | - | - | - | - | --------- | ------ |
| Број домаћинстава | 72 | 81 | 24 | 28 | 13 | 8 | 1 | 2 | 0 | 0         | 2,42   |

| Пол    | Укупно | Неожењен/Неудата | Ожењен/Удата | Удовац/Удовица | Разведен/Разведена | Непознато |
| ------ | ------ | ---------------- | ------------ | -------------- | ------------------ | --------- |
| Мушки  | 258    | 76               | 154          | 24             | 4                  | 0         |
| Женски | 256    | 33               | 150          | 68             | 5                  | 0         |
| УКУПНО | 514    | 109              | 304          | 92             | 9                  | 0         |

| Пол    | Укупно                    | Пољопривреда, лов и шумарство | Рибарство                            | Вађење руде и камена | Прерађивачка индустрија       |
| ------ | ------------------------- | ----------------------------- | ------------------------------------ | -------------------- | ----------------------------- |
| Мушки  | 121                       | 26                            | 0                                    | 1                    | 28                            |
| Женски | 112                       | 86                            | 0                                    | 1                    | 8                             |
| УКУПНО | 233                       | 112                           | 0                                    | 2                    | 36                            |
| Пол    | Производња и снабдевање   | Грађевинарство                | Трговина                             | Хотели и ресторани   | Саобраћај, складиштење и везе |
| Мушки  | 3                         | 21                            | 4                                    | 0                    | 19                            |
| Женски | 0                         | 0                             | 4                                    | 0                    | 1                             |
| УКУПНО | 3                         | 21                            | 8                                    | 0                    | 20                            |
| Пол    | Финансијско посредовање   | Некретнине                    | Државна управа и одбрана             | Образовање           | Здравствени и социјални рад   |
| Мушки  | 0                         | 2                             | 9                                    | 2                    | 1                             |
| Женски | 0                         | 0                             | 1                                    | 6                    | 3                             |
| УКУПНО | 0                         | 2                             | 10                                   | 8                    | 4                             |
| Пол    | Остале услужне активности | Приватна домаћинства          | Екстериторијалне организације и тела | Непознато            | Непознато                     |
| Мушки  | 2                         | 0                             | 0                                    | 3                    | 3                             |
| Женски | 1                         | 0                             | 0                                    | 1                    | 1                             |
| УКУПНО | 3                         | 0                             | 0                                    | 4                    | 4                             |